# بی‌خدایی: تاریخچه سردستی ناباوری
بی‌خدایی: تاریخچه سردستی ناباوری (به انگلیسی: Atheism: A Rough History of Disbelief)، مستند تلویزیونی محصول بی‌بی‌سی در سال ۲۰۰۴ است که در آن جاناتان میلر سیر تکامل تاریخی بی‌خدایی را بررسی و دنبال کرده‌است. این برنامه اولین بار در بی‌بی‌سی ۴ و تکرار آن در بی‌بی‌سی ۲ پخش شد. همچنین برای اولین بار در آمریکا در سال ۲۰۰۷ در پی‌بی‌اس نشان داده شد.
این مجموعه شامل مصاحبه‌هایی با مشاهیر آکادمیک این عرصه از جمله آرتور میلر، ریچارد داوکینز، استیو واینبرگ، کالین مکگین، دنیس ترنر، پاسکال بویر و دنیل دنت است. همچنین در طول برنامه نقل قول‌هایی از آثار بی‌خدایان، ندانم‌گرایان و خداانگاران نامی توسط برنارد هیل خوانده شده‌است.
مجموعه از سه قسمت ۶۰ دقیقه‌ای تشکیل شده‌است:
- سایه‌های تردید
- صفرها و صلیب‌ها
- ساعت نهایی

شش برنامهٔ مکمل این برنامه ساخته شدند که به این مستند راه نیافتند و در مستندی دیگر تحت عنوان نوارهای بی‌خدایی عرضه شدند.